# Lijst van voetbalinterlands Congo-Kinshasa - Mauritanië
Deze lijst van voetbalinterlands is een overzicht van alle officiële voetbalwedstrijden tussen de nationale teams van Congo-Kinshasa en Mauritanië. De landen hebben tot op heden vijf keer tegen elkaar gespeeld. De eerste ontmoeting, een groepswedstrijd tijdens het African Championship of Nations 2014, werd gespeeld op 14 januari 2014 in Polokwane (Zuid-Afrika). Het laatste duel, een kwalificatiewedstrijd voor het Wereldkampioenschap voetbal 2026, vond plaats in Nouadhibou op 25 maart 2025.

## Wedstrijden
| № | Plaats     | Datum            | Competitie                           | Wedstrijd                   | Uitslag |
| - | ---------- | ---------------- | ------------------------------------ | --------------------------- | ------- |
| 1 | Polokwane  | 14 januari 2014  | African Championship of Nations 2014 | Congo-Kinshasa − Mauritanië | 1 − 0   |
| 2 | Douala     | 24 maart 2023    | Afrika Cup 2023 kwalificatie         | Congo-Kinshasa − Mauritanië | 3 − 1   |
| 3 | Nouakchott | 28 maart 2023    | Afrika Cup 2023 kwalificatie         | Mauritanië − Congo-Kinshasa | 0 − 3   |
| 4 | Kinshasa   | 15 november 2023 | WK 2026 kwalificatie                 | Congo-Kinshasa − Mauritanië | 2 − 0   |
| 5 | Nouadhibou | 25 maart 2025    | WK 2026 kwalificatie                 | Mauritanië − Congo-Kinshasa | 0 − 2   |

## Samenvatting
| Competitie                      | Totaal gespeeld | Winst Congo-Kinshasa | Gelijk | Winst Mauritanië | Doelsaldo Congo-Kinshasa – Mauritanië |
| ------------------------------- | --------------- | -------------------- | ------ | ---------------- | ------------------------------------- |
| WK-kwalificatie                 | 2               | 2                    | 0      | 0                | 4 − 0                                 |
| Afrika Cup-kwalificatie         | 2               | 2                    | 0      | 0                | 6 − 1                                 |
| African Championship of Nations | 1               | 1                    | 0      | 0                | 1 − 0                                 |
| Totaal                          | 5               | 5                    | 0      | 0                | 11 − 1                                |

Wedstrijden bepaald door strafschoppen worden, in lijn met de FIFA, als een gelijkspel gerekend.
FECOFA · Bondscoaches · Selecties · A-internationals · Vrouwenelftal van Congo-Kinshasa
1960 – 1969 ·
1970 – 1979 ·
1980 – 1989 ·
1990 – 1999 ·
2000 – 2009 ·
2010 – 2019 ·
2020 – 2029
AC 1965 ·
AC 1968 ·
AC 1970 ·
AC 1972 ·
AC 1974 ·
WK 1974 ·
AC 1976 ·
AC 1988 ·
AC 1992 ·
AC 1994 ·
AC 1996 ·
AC 1998 ·
AC 2000 ·
AC 2002 ·
AC 2004 ·
AC 2006 ·
AC 2013
1963 ·
1964 · 
1965 ·
1966 · 
1967 ·
1968 · 
1969 ·
1970 · 
1971 ·
1972 · 
1973 ·
1974 · 
1975 · 
1976 ·
1977 · 
1978 ·
1979 ·
1979 · 
1980 ·
1980 · 
1981 ·
1982 ·
1983 ·
1984 · 
1985 ·
1986 · 
1987 ·
1988 · 
1989 ·
1990 · 
1991 ·
1992 · 
1993 ·
1994 · 
1995 ·
1996 · 
1997 ·
1998 · 
1999 ·
2000 · 
2001 ·
2002 · 
2003 ·
2004 · 
2005 · 
2006 ·
2007 · 
2008 ·
2009 · 
2010 · 
2011 ·
2012 · 
2013 · 
2014 ·
2015 ·
2016 ·
2017 ·
2018 ·
2019 ·
2020 ·
2021 ·
2022 ·
2023
Algerije ·
Angola ·
Bahrein ·
Benin ·
Botswana ·
Brazilië ·
Burkina Faso ·
Burundi ·
Centraal-Afrikaanse Republiek ·
China ·
Congo-Brazzaville ·
Djibouti ·
Egypte ·
Equatoriaal-Guinea ·
Ethiopië ·
Gabon ·
Gambia ·
Ghana ·
Guinee ·
Irak ·
Ivoorkust ·
Joegoslavië ·
Kaapverdië ·
Kameroen ·
Kenia ·
Lesotho ·
Liberia ·
Libië ·
Madagaskar ·
Malawi ·
Mali ·
Marokko ·
Mauritanië ·
Mauritius ·
Mexico ·
Mozambique ·
Namibië ·
Nieuw-Zeeland ·
Niger ·
Nigeria ·
Oeganda ·
Oman ·
Qatar ·
Roemenië ·
Rwanda ·
Saoedi-Arabië ·
Schotland ·
Senegal ·
Seychellen ·
Sierra Leone ·
Soedan ·
Swaziland ·
Tanzania ·
Togo ·
Tsjaad ·
Tunesië ·
Zambia ·
Zimbabwe ·
Zuid-Afrika ·
Zuid-Soedan
FFRIM · A-internationals · Mauritaans vrouwenelftal
1960 – 1969 · 
1970 – 1979 · 
1980 – 1989 · 
1990 – 1999 · 
2000 – 2009 · 
2010 – 2019 ·
2020 − 2029
Algerije ·
Angola ·
Bahrein ·
Benin ·
Botswana ·
Burkina Faso ·
Burundi ·
Canada ·
Centraal-Afrikaanse Republiek ·
Comoren ·
Congo-Brazzaville ·
Congo-Kinshasa ·
Equatoriaal-Guinea ·
Egypte ·
Ethiopië ·
Gabon ·
Gambia ·
Guinee ·
Guinee-Bissau ·
Irak ·
Ivoorkust ·
Jemen ·
Jordanië ·
Kaapverdië ·
Kameroen ·
Kenia ·
Lesotho ·
Libanon ·
Liberia ·
Libië ·
Madagaskar ·
Mali ·
Marokko ·
Mauritius ·
Mozambique ·
Niger ·
Oeganda ·
Oman ·
Palestina ·
Rwanda ·
Saoedi-Arabië ·
Senegal ·
Sierra Leone ·
Soedan ·
Somalië ·
Syrië ·
Tanzania ·
Togo ·
Tunesië ·
Verenigde Arabische Emiraten ·
Zambia ·
Zimbabwe ·
Zuid-Afrika ·
Zuid-Jemen ·
Zuid-Soedan